# Рађевићи (Пљевља)
Рађевићи је насеље у општини Пљевља у Црној Гори. Према попису из 2003. било је 95 становника (према попису из 1991. било је 126 становника).

## Демографија
У насељу Рађевићи живи 87 пунолетних становника, а просечна старост становништва износи 52,7 година (50,4 код мушкараца и 55,1 код жена). У насељу има 34 домаћинства, а просечан број чланова по домаћинству је 2,79.
Ово насеље је углавном насељено Србима (према попису из 2003. године), а у последња три пописа, примећен је пад у броју становника.
|  |

| Демографија | Демографија | Демографија |
| Година      | Становника  | Становника  |
| ----------- | ----------- | ----------- |
|             |             |             |
|             |             |             |
|             |             |             |
|             |             |             |
| 1948.       | 184         |             |
| 1953.       | 186         |             |
| 1961.       | 223         |             |
| 1971.       | 242         |             |
| 1981.       | 166         |             |
| 1991.       | 126         | 126         |
| 2003.       | 104         | 95          |
|             |             |             |

| Етнички састав према попису из 2003.‍ | Етнички састав према попису из 2003.‍ | Етнички састав према попису из 2003.‍ | Етнички састав према попису из 2003.‍ | Етнички састав према попису из 2003.‍ |
| ------------------------------------ | ------------------------------------ | ------------------------------------ | ------------------------------------ | ------------------------------------ |
|                                      |                                      |                                      |                                      |                                      |
| Срби                                 | Срби                                 |                                      | 80                                   | 84,21%                               |
| Црногорци                            | Црногорци                            |                                      | 15                                   | 15,78%                               |
| непознато                            | непознато                            |                                      | 0                                    | 0,0%                                 |

| Година пописа     | 1948. | 1953. | 1961. | 1971. | 1981. | 1991. | 2003. |
| ----------------- | ----- | ----- | ----- | ----- | ----- | ----- | ----- |
| Број домаћинстава | 30    | 31    | 34    | 42    | 38    | 37    | 34    |

| Број чланова      | 1  | 2 | 3  | 4 | 5 | 6 | 7 | 8 | 9 | 10 и више | Просек |
| ----------------- | -- | - | -- | - | - | - | - | - | - | --------- | ------ |
| Број домаћинстава | 34 | 8 | 12 | 4 | 4 | 2 | 3 | 1 | 0 | 0         | 0      |

| Пол    | Укупно | Неожењен/Неудата | Ожењен/Удата | Удовац/Удовица | Разведен/Разведена | Непознато |
| ------ | ------ | ---------------- | ------------ | -------------- | ------------------ | --------- |
| Мушки  | 45     | 13               | 26           | 5              | 1                  | 0         |
| Женски | 42     | 5                | 25           | 12             | 0                  | 0         |
| УКУПНО | 87     | 18               | 51           | 17             | 1                  | 0         |

| Пол    | Укупно                    | Пољопривреда, лов и шумарство | Рибарство                            | Вађење руде и камена | Прерађивачка индустрија       |
| ------ | ------------------------- | ----------------------------- | ------------------------------------ | -------------------- | ----------------------------- |
| Мушки  | 23                        | 16                            | 0                                    | 2                    | 1                             |
| Женски | 32                        | 30                            | 0                                    | 0                    | 0                             |
| УКУПНО | 55                        | 46                            | 0                                    | 2                    | 1                             |
| Пол    | Производња и снабдевање   | Грађевинарство                | Трговина                             | Хотели и ресторани   | Саобраћај, складиштење и везе |
| Мушки  | 1                         | 0                             | 0                                    | 0                    | 0                             |
| Женски | 0                         | 0                             | 1                                    | 1                    | 0                             |
| УКУПНО | 1                         | 0                             | 1                                    | 1                    | 0                             |
| Пол    | Финансијско посредовање   | Некретнине                    | Државна управа и одбрана             | Образовање           | Здравствени и социјални рад   |
| Мушки  | 0                         | 0                             | 1                                    | 1                    | 0                             |
| Женски | 0                         | 0                             | 0                                    | 0                    | 0                             |
| УКУПНО | 0                         | 0                             | 1                                    | 1                    | 0                             |
| Пол    | Остале услужне активности | Приватна домаћинства          | Екстериторијалне организације и тела | Непознато            | Непознато                     |
| Мушки  | 0                         | 0                             | 0                                    | 1                    | 1                             |
| Женски | 0                         | 0                             | 0                                    | 0                    | 0                             |
| УКУПНО | 0                         | 0                             | 0                                    | 1                    | 1                             |